# Abrus coneus
Abrus coneus är en insektsart som beskrevs av Dai och Zhang 2002. Abrus coneus ingår i släktet Abrus och familjen dvärgstritar. Inga underarter finns listade i Catalogue of Life.